# Baconia venusta
Baconia venusta är en skalbaggsart som först beskrevs av J. E. Leconte 1845.  Baconia venusta ingår i släktet Baconia och familjen stumpbaggar. Inga underarter finns listade i Catalogue of Life.